# Sirio Vernati
Pour les articles homonymes, voir Vernati.
Sirio Vernati (né le 12 mai 1907 à Zurich et mort le 22 février 1993) était un joueur de football suisse, qui évoluait en tant que milieu de terrain.

## Biographie
Durant sa carrière de club, Vernati évolue dans le club de sa ville natale du championnat suisse du Grasshopper-Club Zurich, lorsqu'il participe à la coupe du monde 1938 en France, où la sélection parvient jusqu'en quart-de-finale.